# Покровське (Коростенський район)
Покровське (до 05.08.1960 року — Собичино, до 18.02.2016 — Комсомольське) — село в Україні, в Коростенському районі Житомирської області. Входить до складу Олевської міської громади. Населення становить 726 осіб.

## Історія
У 1906 році село Юрівської волості Овруцького повіту Волинської губернії. Відстань від повітового міста 105 верст, від волості 25. Дворів 129, мешканців 877.
Під час організованого радянською владою Голодомору 1932—1933 років померло щонайменше 4 жителі села.
Перейменоване 18 лютого 2016 року з Комсомольського на Покровське
Колишній орган місцевого самоврядування — Покровська сільська рада.

## Населення
Згідно з переписом УРСР 1989 року чисельність наявного населення села становила 795 осіб, з яких 352 чоловіки та 443 жінки.
За переписом населення України 2001 року в селі мешкало 725 осіб.

### Мова
Розподіл населення за рідною мовою за даними перепису 2001 року:
| Мова       | Відсоток |
| ---------- | -------- |
| українська | 99,86 %  |
| російська  | 0,14 %   |